# امرسدورف آندر دنو
امرسدورف آندر دنو (به آلمانی: Emmersdorf an der Donau) یک منطقهٔ مسکونی در اتریش است که در ناحیه ملک واقع شده‌است. امرسدورف آندر دنو ۱٬۷۰۶ نفر جمعیت دارد.